# Anna Falchi
Anna Falchi (uttalas "Falki"), född som Anna Kristiina Palomäki, den 22 april 1972 i Tammerfors, är en finländsk-italiensk skådespelerska, TV-programledare och före detta fotomodell. Hennes mor kommer från födelselandet Finland, medan hennes far kommer från Italien. Hon och familjen flyttade sedan till faderns hemland år 1978, där hon senare skulle komma att påbörja sin karriär som fotomodell. Hon har därefter medverkat i ett flertal italienska filmer.